# Mont Amukta
El mont Amukta (en anglès Mount Amukta) és un estratovolcà que forma la major part de l'illa Amukta (en aleutià Amuux̂tax̂), una petita illa gairebé circular, la més occidental de les illes Four Mountains, un subgrup de les Illes Aleutianes d'Alaska, Estats Units. El con, d'uns 5,8 quilòmetres de diàmetre a la base, és coronat per un cràter de 400 metres d'ample. No hi ha aigües termals ni fumaroles a Amukta.

## Activitat volcànica
La informació sobre l'activitat volcànica en temps històrics és més aviat escassa. Es tenen registres d'erupcions entre juny de 1786 i 1791, i novament el 1876. El 13 de febrer de 1963 hi hagué una erupció a partir del cràter central, en què un flux de lava arribà fins a mar. El 1987 i 1997 hi tornà a haver activitat eruptiva.

## Referències

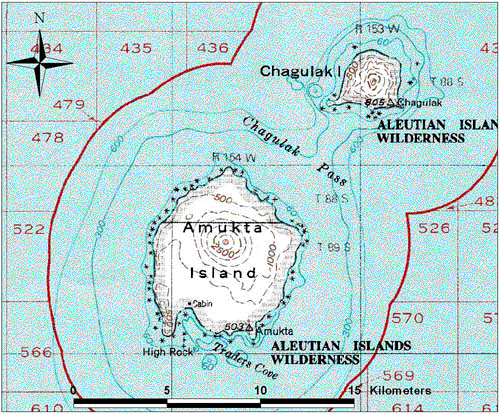
Mapa de l'illa d'Amukta.